# Чандлер, Клайд
Клайд Чандлер (англ. Clyde Chandler, полное имя Clyde Giltner Chandler; 1879—1961) — американская художница и скульптор.

## Биография
Родилась в июне 1879 года в Эвансвилле, штат Индиана, в семье в семье дочери Уильяма и Флоры Гилтнер Чандлер (William W. and Flora A. Giltner Chandler).
В 1883 году семья переехала в Даллас, штат Техас. Искусству Клайд училась у Роберта Ондердонка в Далласе и Сан-Антонио, став протеже скульптора из Остина Элизабет Ней. С 1896 по 1898 год она училась в бостонской Massachusetts Normal Art School (ныне Массачусетский колледж искусств и дизайна). С 1898 года она преподавала «Моделирование и рисование от руки» («Modeling and freehand drawing») в колледже St. Mary’s College в Далласе; с 1900 по 1902 год — преподавала в студии вместе с художницей Вивиан Аунспо.
В сентябре 1903 года, получив стипендию Ассоциации искусств Далласа (Dallas Art Association), Клайд Чандлер переехала в Чикаго, где в течение двух лет у Лорадо Тафта в Институте искусств. Когда Тафт отправился в Италию во Флоренцию, она сопровождала его в качестве помощника. В 1906 году она вернулась в Чикаго, где она завершила заказы на скульптуры в Бей-Сити, штат Мичиган, и в Саут-Бенде, штат Индиана. В 1907 году она получила приз за второе место на выставке Chicago Artists' Exposition в Чикагском институте искусств. Она также выставлялась в нём в 1908 и 1909 годах.
В 1912 году выставка State Fair of Texas заключила контракт с Чандлер на создание скульптуры в качестве памятника Сидни Смиту (Sydney Smith) за его многолетнюю службу. В октябре 1916 года cскульптура Gulf Clouds, которую она считала своей лучшей работой, была установлена в Fair Park. Скульптура из бронзы и серого гранита, также называемая Sydney Smith Memorial Fountain, представляет собой мать и трех дочерей, представляющих особенности географии Техаса. Эта работа, высотой двенадцать футов, диаметром тридцать пять футов и весом пять тонн, была выполнена в Чикаго в период с 1912 по 1916 год. После её установки Клайд Чандлер жила в Чикаго до 1936 года, после чего переехала в Санта-Монику, штат Калифорния, создав там собственную студию.
Умерла 11 июля 1961 года в Санта-Монике, Калифорния.